# Rede Gospel
Rede Gospel é uma rede de televisão brasileira sediada em São Paulo, capital do estado homônimo. De cunho evangélico, foi inaugurada em dezembro de 1996 e pertence à Fundação Evangélica Trindade, mantida pela Igreja Renascer em Cristo, de propriedade do casal Estevam e Sônia Hernandes. A rede produz programação nacional e internacional, além de ter parceria com a Trinity Broadcasting Network, uma rede mundial de comunicação evangélica.

## História

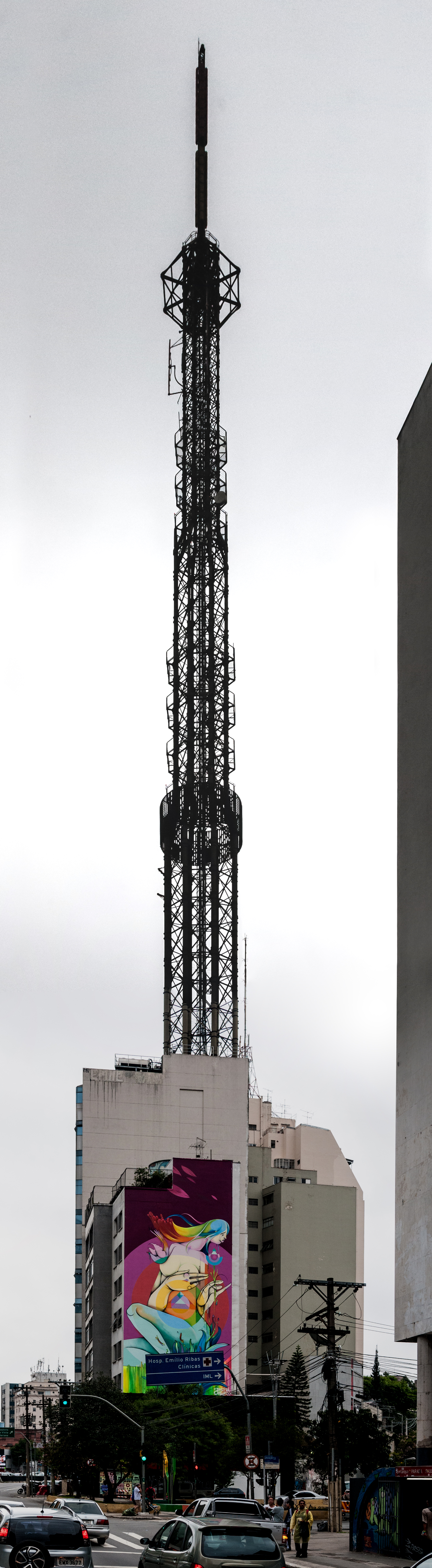
Torre Deus É Fiel! localizada no Edifício Renascer, na Rua da Consolação.

A história da idealização começou na casa dos fundadores da Igreja Renascer em Cristo, o casal Estevam e Sônia Hernandes, apóstolo e bispa, respectivamente. A criação da emissora foi apoiada pela Fundação Renascer, que agrega também instituições filantrópicas como Casa Lar Abrigo, Casa Calebe, Centro de Recuperação de Dependentes Químicos e Expresso da Solidariedade. Em dezembro 2012, a emissora contrata a apresentadora Keila Lima para apresentar o De Bem com a Vida. Em outubro de 2017, a Rede Gospel apresentava programas de produção independente: o Fonte de Vida, da Igreja Apostólica Fonte de Vida, e o Visão da Vida, apresentado pelo ex-senador Magno Malta e sua então ex-esposa Lauriete Rodrigues. Em julho de 2018, a emissora estreou outro programa independente, Marcados pelo Sucesso. Apresentado pelo jornalista Bruno Mendonça Em 23 de setembro de 2019, a emissora é adicionada no line up da Sky. Em 2 de abril de 2024, a Rede Gospel estreou o programa Da Maravilha, apresentado por Mara Maravilha. O formato do programa inclui segmentos sobre informação, variedades, empreendedorismo, saúde, moda e entrevistas, exibido às terças e quartas-feiras. Em 24 de fevereiro de 2023, a emissora é removida do line up da Sky.